# Sacred Heart
Sacred Heart je třetí studiové album americké heavy metalové skupiny Dio, vydané 13. srpna 1985 u Warner Bros. Records. 15. října 1985 bylo album oceněno zlatou deskou.

## Seznam skladeb
| Pořadí         | Název                    | Autor                       | Délka |
| -------------- | ------------------------ | --------------------------- | ----- |
| 1.             | King of Rock and Roll    | Dio, Campbell, Bain, Appice | 3:49  |
| 2.             | Sacred Heart             | Dio, Campbell, Bain, Appice | 6:27  |
| 3.             | Another Lie              | Dio                         | 3:48  |
| 4.             | Rock 'n' Roll Children   | Dio                         | 4:32  |
| 5.             | Hungry for Heaven        | Dio, Bain                   | 4:10  |
| 6.             | Like the Beat of a Heart | Dio, Bain                   | 4:24  |
| 7.             | Just Another Day         | Dio, Campbell               | 3:23  |
| 8.             | Fallen Angels            | Dio, Campbell, Bain, Appice | 3:57  |
| 9.             | Shoot Shoot              | Dio, Campbell, Bain, Appice | 4:20  |
| Celková délka: | Celková délka:           | Celková délka:              | 38:50 |

## Sestava
- Ronnie James Dio – zpěv
- Vivian Campbell – kytara
- Jimmy Bain – baskytara
- Claude Schnell – klávesy
- Vinny Appice – bicí